# Campo Largo do Piauí
Campo Largo do Piauí is een gemeente in de Braziliaanse deelstaat Piauí. De gemeente telt 7.035 inwoners (schatting 2009).